# Dag il saggio
Dagr Spaka, o Dag il Saggio, (Gamla Uppsala, III secolo – Gotland, III secolo), è stato un re leggendario sueone della casata dei Yngling, di Uppsala.
Nelle saghe era detto il Saggio in quanto reputato così erudito da capire il linguaggio degli uccelli. Figlio di Dyggvi, a lui succedette Agni.

## Ynglinga saga
La Saga degli Ynglingar di Snorri Sturluson descrive come poteva parlare con gli uccelli e come morì:
(Snorri Sturluson - Saga degli Ynglingar - Of Dag The Wise.)

## Ynglingal
In seguito al testo in prosa, Snorri riporta il relativo passo dello Ynglingatal di Þjóðólfr da Hvinir:
dauðaorði,

frægðar fús,

um fara skyldi,

þá er valteins

til Vörva kom

spakfrömuðr

spörs að hefna.

Og það orð

á austrvega

vísa ferð

frá vígi bar,

að þann gram

um geta skyldi

slönguþref

sleipnis verðar.»
il giudizio della morte

- onorato dalla fama -

incontrò,

quando nel Vörva venne

il guerriero,

il sagace,
 
per un passero da vendicare.

E queste parole

per le vie orientali

che accolsero il re

dal combattimento

furono riportate:

un forcone di un servo

per il cibo di Sleipnir

diede al gramr la sua morte.»
(Ynglingatal, Stanze XIV e XV)
Il spakframaðr valteins (letteralmente "saggio che avanza con la verga sgozzante") è un kenning che indica "l'esperto che brandisce la spada", qui sopra è stato reso con il più semplice "il guerriero".
Slƒnguþref sleipnis verðar (letteralmente "imbracatura per il cibo di Sleipnir", ossia il cavallo di Odino), indica il "forcone".
Gramr è il guerriero che devasta le terre.
Da notare che qui non viene citato luogo della sua morte, lo Skjótansvað/Vápnavað secondo l'Ynglinga saga e l'Historia Norvegiæ, se non con un indefinito "per le vie orientali" e che, senza Snorri, interpretare il ruolo del passero citato sarebbe stato molto arduo.

## Historia Norvegiæ
Nell'Historia Norvegiæ cambia la linea di successione. Qui, come nell'Íslendingabók a Dag seguì i suoi figli Alrekr e Eiríkr e poi il nipote Agni, mentre l'Ynglingatal e l'Ynglinga saga riportano che dopo Dag regnò il figlio Agni, e poi i nipoti Alrekr ed Eiríkr.
(Historia Norvegiæ)
Dove per Hogna si intende probabilmente Agni.
L'Íslendingabók, lo cita solo nella genealogia (x Dyggvi. xi Dagr. xii Alrekr. xiii Agni. xiiii Yngvi).